# Partido judicial de Aoiz
El partido judicial de Aoiz (partido judicial número 2 de la provincia de Navarra) es uno de los cinco partidos judiciales de la Comunidad Foral Navarra (España) cuya cabeza es la villa de Aoiz. Su término coincide con la merindad histórica de Sangüesa aunque desde 1989 el municipio de Burlada forma parte de Partido judicial de Pamplona.
Cuenta con  un juzgado de primera instancia e instrucción. Las instalaciones judiciales acogen también la fiscalía, registro civil, forenses, etc y están ubicadas en la calle José Amitxis, s/n de la localidad de Aoiz.
.

## Municipios que lo integran
Los municipios que integran el partido judicial son 64 y en 2023 sumaban un total 72 388 habitantes: Abaurrea Alta, Abaurrea Baja, Aibar, Aoiz, Aranguren, Arce, Aria, Arive, Burguete, Burgui, Cáseda, Castillonuevo, Valle de Egüés, Erro, Eslava, Esparza de Salazar, Esteríbar, Ezcároz, Ezprogui, Gallipienzo, Gallués, Garayoa, Garde, Garralda, Güesa, Villanueva de Aézcoa, Huarte, Ibargoiti, Isaba, Izagaondoa, Izalzu, Jaurrieta, Javier, Leache, Lerga, Liédena, Lizoáin, Lónguida, Lumbier, Valcarlos, Monreal, Navascués, Noáin, Ochagavía, Orbaiceta, Orbara, Oronz, Oroz-Betelu, Roncesvalles, Petilla de Aragón, Romanzado, Roncal, Sada, Sangüesa, Sarriés, Tiebas-Muruarte de Reta, Unciti, Urraul Alto, Urraul Bajo, Urroz-Villa, Urzainqui, Uztárroz, Vidángoz y Yesa.